# 징계처분
징계처분이란 공법상의 특별권력관계에 기인하여 질서유지를 위하여 과하는 제재를 말한다. 공무원의 복무 의무 위반에 대하여 국가 또는 지방 자치 단체가 사용자로서의 지위로 과하는 행정 처분이다. 파면, 해임, 정직, 감봉, 견책이 있다.

## 판례
- 징계란 공무원의 의무위반이나 비행이 있는 경우에 공무원조직의 질서유지를 위해 임용권자에 의해 부과되는 제재로서 기본적으로 공무원의 신분적 이익의 전부 또는 일부를 박탈함을 그 내용으로 하므로, 징계로서 신체의 자유를 직접적이 고 전면적으로 박탈하는 구금을 행하는 것은 원칙적으로 허용되어서는 아니 된다.[1]